# Rushmore (Minnesota)
Rushmore è un comune degli Stati Uniti d'America, situato nello Stato del Minnesota, nella Contea di Nobles.